# Cyamopsis
Genre
Cyamopsis est un genre de plantes à fleurs dicotylédones de la famille des Fabaceae, sous-famille des Faboideae, originaire d'Afrique et d'Asie, qui comprend cinq espèces acceptées.
Ce sont  des plantes herbacées annuelles, aux feuilles composées imparipennées comprenant de 3 à 7 folioles.
On extrait la gomme de guar de l'espèce Cyamopsis tetragonoloba.

## Liste d'espèces
Selon The Plant List (15 décembre 2018) :
- Cyamopsis dentata (N.E.Br.) Torre
- Cyamopsis psoraloides DC.
- Cyamopsis senegalensis Guill. & Perr.
- Cyamopsis serrata Schinz
- Cyamopsis tetragonoloba (L.) Taub.